# ベッドフォード・VAL

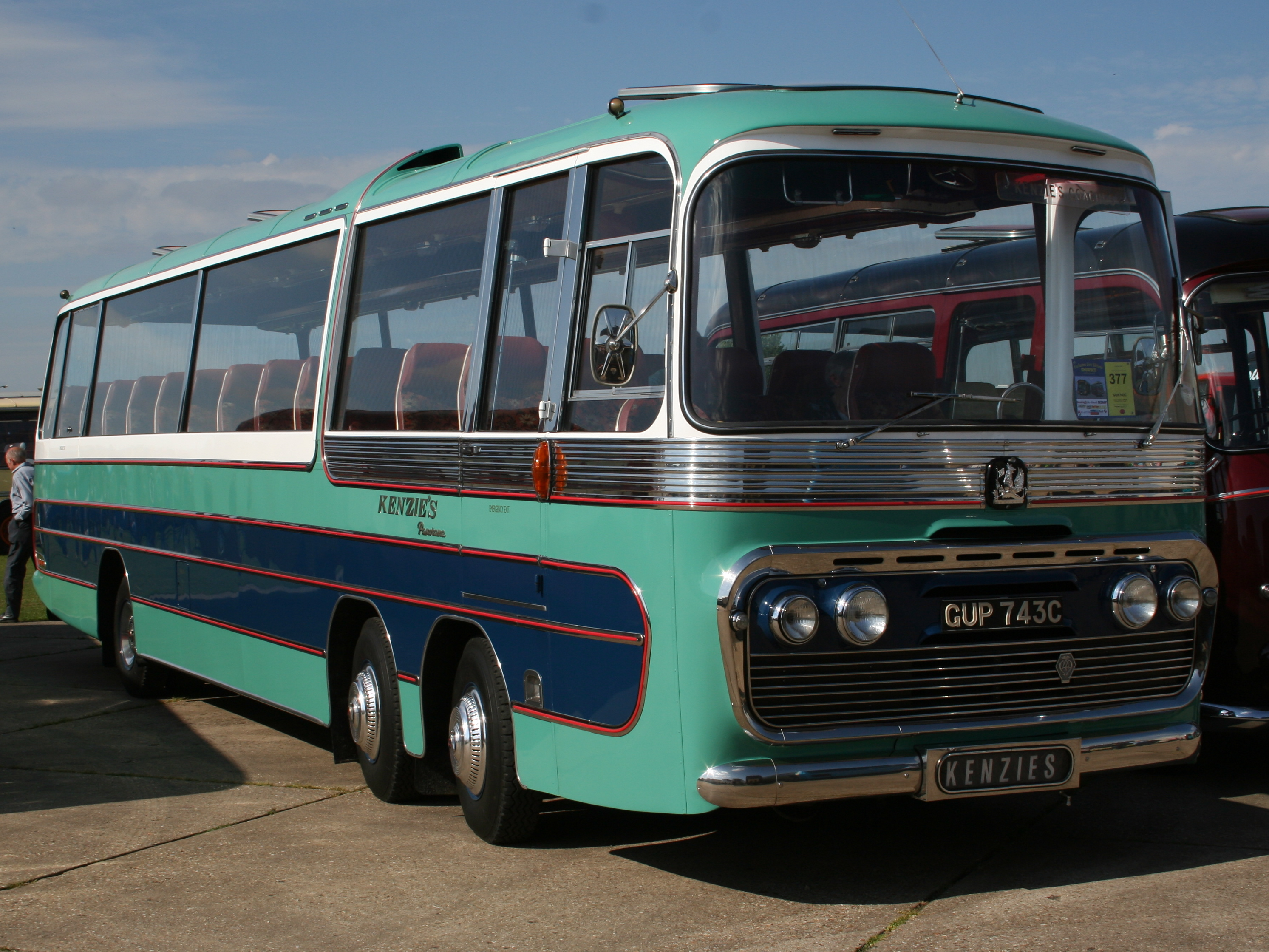
保存されているプラクストン社製ボディのVAL14 コーチ

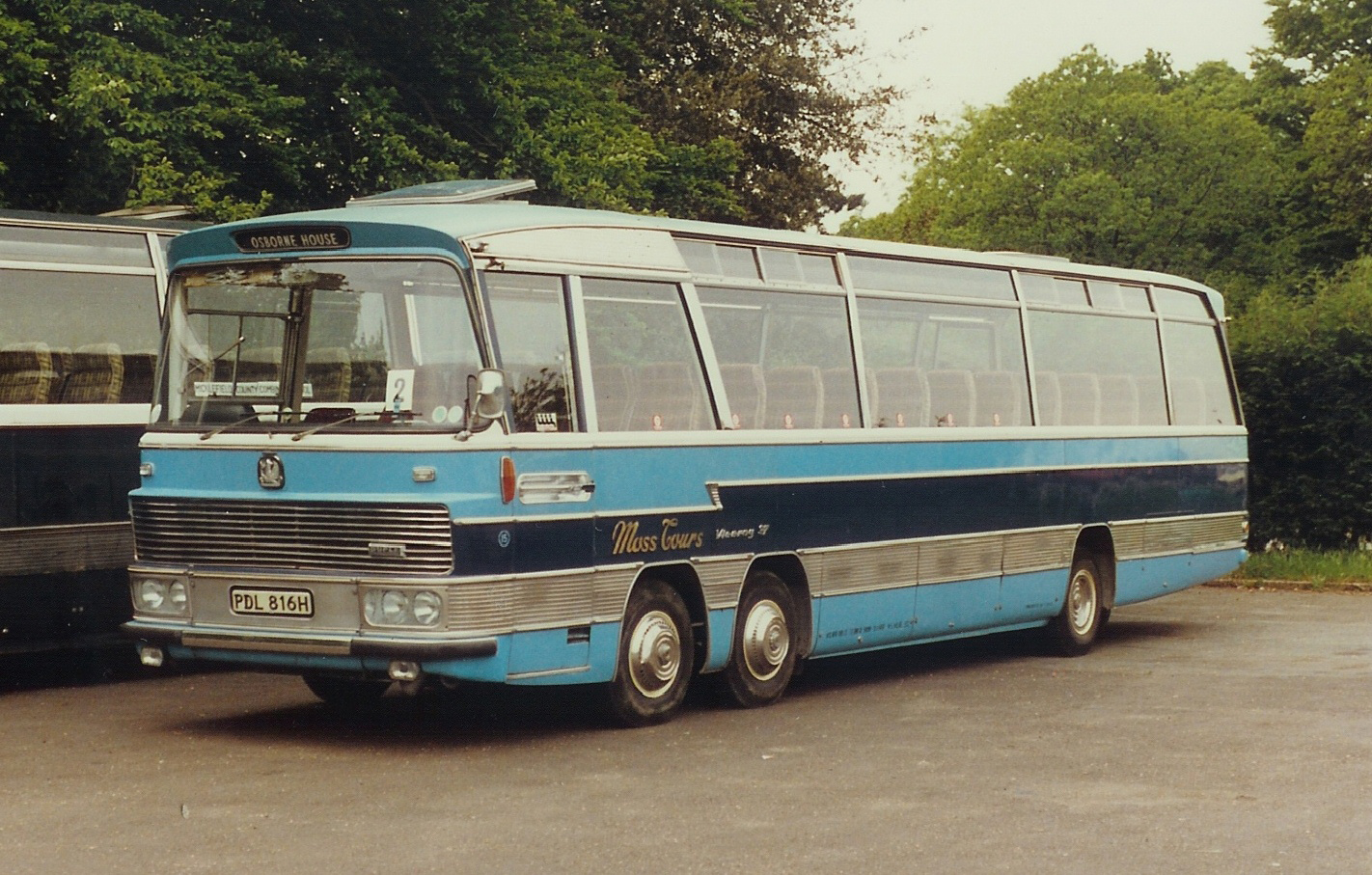
1970年製デュプル・ヴァイスロイ ボディのVAL70

ベッドフォード・VAL（Bedford VAL）は、イギリスのベッドフォードで1960年代半ばから1970年代初めまで製造されたコーチ（coach）用シャーシである。当時としては珍しい多軸バス（multi-axle）であり、前2軸操舵を備える「チャイニーズ・シックス」（"chinese six"）と呼ばれる計画の車両であった。
元々はレイランド社製O.400 直列6気筒 ディーゼルエンジンを搭載し、このモデルはVAL14と呼ばれた。
1963年から1966年にかけて900台以上のVAL14が製造され、その最大の発注主はリーズのウォレス・アーノルド（Wallace Arnold）、ウエストーニング（Westoning）のシーマークス（Seamarks）、ウルヴァーハンプトンのエヴァーオール（Everall）やバートン（Bartons）といった企業であった。
1967年から多少排気量が大きいベッドフォード自製の466立方インチ (7.64 L)エンジンを搭載したVAL70が登場し、急速にVAL14を代替していった。

## 架装ボディ
VALには幾つかのコーチビルダーによる数多くのボディが架装された。大多数のVAL14はデュプル社（Duple）かプラクストン社（Plaxton）製ボディであったが、ハリントン社（Harrington Legionnaire）やイェーツ社（Yeates）といったその他数社のコーチビルダー製ボディを架装したものもあった。
VAL14の中には、英国欧州航空向けにマーシャル社（Marshall）が製作した10台とノース・ウエスタン社（North Western）向けにストラチャン社（Strachan）が製作した10台のようにバス用ボディが架装された車両があった。

## 大衆文化
ベッドフォード・VALは、映画『ミニミニ大作戦』内で使用されたことで広く知られた。この車両はハリントン・レジオネアー（Harrington Legionnaire）製'ALR 453B'で、1964年4月に新車でバス会社のバッテン社（Batten）に納入されたものであった。映画用に改装された後にこの車両は元の業務に戻され、1990年代にスクラップにされた。
プラクストン社製ボディの'URO 913E'は、1967年のビートルズの映画『マジカル・ミステリー・ツアー』に登場した。これは1967年に新車でヘイズ（Hayes）のフォックス社（Fox）の納入された車両であった。
最近まで1台のベッドフォード・VAL 'SCK 56K'がリヴァプールでの「ビートズ・マジカル・ミステリー・ツアー」で使用されていた。それ以降この車両はサフォークのランニング・フットマン社（Running Footman）に買い取られ、'VAL466G'として再登録された。最近（2011年10月）この車両はeBayに売りに出された。